# Saccolaimus mixtus
Saccolaimus mixtus (Troughton, 1925) è un pipistrello della famiglia degli Emballonuridi diffuso in Australia e Nuova Guinea.

## Descrizione

### Dimensioni
Pipistrello di medie dimensioni, con la lunghezza della testa e del corpo tra 72 e 79 mm, la lunghezza dell'avambraccio tra 62 e 68 mm, la lunghezza della coda tra 22 e 29 mm, la lunghezza del piede tra 13 e 15 mm, la lunghezza delle orecchie tra 17 e 20 mm e un peso fino a 26,5 g.

### Aspetto
Le parti dorsali sono bruno-grigiastre scure, cosparse di peli com la punta bianca, mentre le parti ventrali sono bianche o giallo-brunastre chiare. La testa è relativamente piatta e triangolare, il muso è conico, nerastro, con una prominente sacca golare con l'apertura anteriore e una ghiandola sottocutanea nei maschi, mentre nelle femmine è ridotta ad una piega rudimentale. Gli occhi sono relativamente grandi e sporgenti. Le orecchie sono triangolari con la punta arrotondata, nerastre, rivolte all'indietro, separate tra loro e con diverse pieghe sulla superficie interna del padiglione auricolare. Le membrane alari sono nere, lunghe, strette ed ispessite. Sono privi delle sacche alari davanti al gomito. La coda è lunga e fuoriesce dall'uropatagio a circa metà della sua lunghezza. Il calcar è lungo.

## Biologia

### Comportamento
Si rifugia probabilmente nelle cavità degli alberi e in grotte calcaree.

### Alimentazione
Si nutre di insetti volanti catturati sopra la volta forestale.

## Distribuzione e habitat
Questa specie è diffusa nella parte orientale della Nuova Guinea e nella Penisola di Capo York, nello stato australiano del Queensland.
Vive nelle foreste di sclerofille e di eucalipto.

## Conservazione
La IUCN Red List, considerata l'assenza di informazioni circa la popolazione e la sua distribuzione, classifica S.mixtus come specie con dati insufficienti (DD).